# آتش تند
آتش سرکش (به انگلیسی Rapid Fire) عنوان فیلمی است رزمی و اکشن محصول آمریکا و ساخته سال ۱۹۹۲ (میلادی).

## داستان
یک دانشجوی جوان به نام جیک لو (با بازی براندون لی) که پدرش از انقلابیون چین بوده و در این راه کشته شده‌ است، کاملاً اتفاقی شاهد یک صحنه قتل توسط مردی به نام آنتونیو سرانو (با بازی نیک منکورز) میشود و مابین دو تن از مافیای مواد مخدر خود را گرفتار میبیند. نفوذی های سرانو در نیروی پلیس قصد کشتنش را دارند اما او که متخصص هنرهای رزمی و مبارزه تن به تن است از مهلکه جان سالم به در میبرد. در ادامه یک پلیس سخت کوش و وظیفه شناس به نام “رایان” که مدتهاس می‌کوشدشهرش را از وجود مافیای مواد پاک کند، جیک را نجات میدهد. جیک مجبور میشود برای تبرئه خود، به رایان کمک کرده تا سرانو و شریک سابقش را دستگیر کند.

## بازیگران
- براندون لی در نقش جکی لو
- پاورز بوث مک ریان
- ریمون جی. بری فرانک استوارت
- کیت هاچ کایرا وایترز
- تزی ما
- تونی لونگو
- مایکل پائول چان
- ال لنگو
- نیک منکورز در نقش آنتونیو سرانو
- جف مککارتی

## پخش در ایران
این فیلم در ایران تحت عنوان شلیک بی وقفه توسط شرکت فرهنگی هنری قرن ۲۱ دوبله و پخش شد.